# سائل الحفر

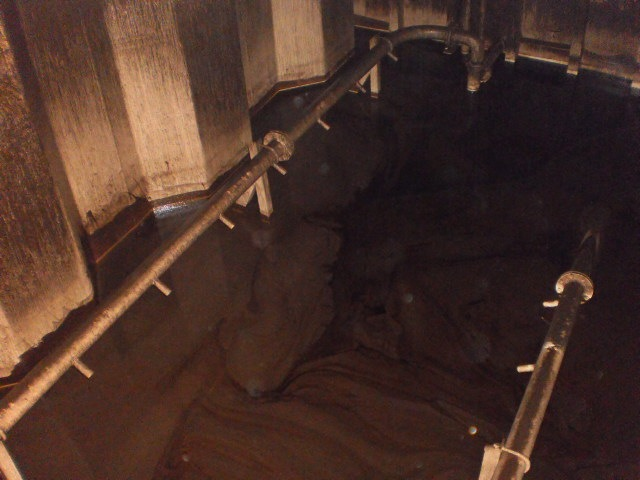
سائل حفر يعاد تدويره من الخزان المصور فيه إلى عمق البئر

سوائل الحفر  هي موائع تستعمل في حفر الآبار النفطية. يمكن أستخدامه في درجات الحرارة العالية وفي المكامن والطبقات الحساسة للماء وتكون على نوعين الأول ذو مستحلب زيتي خارجي يحتوي على الماء بنسبة تصل إلى 50% ، والثاني أساس زيتي يحتوي على القليل من الماء.